# Kristof Fagard
KREO_D15, pseudoniem van Kristof (Robert Emilie Olivier) Fagard (Sint-Truiden, 23 juli 1981), is een Belgische stripauteur en animator, die voornamelijk gekend is voor medewerking aan de Vlaamse stripreeks De Kiekeboes.

## Carrière
Fagard startte in november 2007 met het ontwerpen van achtergronden voor het album Drie bollen met slagroom van De Kiekeboes. 
Hij kon deze vaardigheid snel uitbreiden naar het klassieke potloodwerk, gebaseerd op ruwe schetsen van Merho. Vanaf Joyo de eerste begon hij ook met het tekenen van de personages en bracht samen met Merho Tomboy Dizon tot leven.
Sinds 2010 werkt hij aan de strip vanaf een blanco vel, naar het storyboard in quarto schetsen van Merho en ondersteunde hij bij de digitale inkleuring van oude albums. 
In 2013 start hij, omwille van de terugval in albums van 4 naar 2 per jaar met het digitaal inktwerk voor niet aan De Kiekeboes gerelateerde opdrachten.
Voorafgaand aan de overstap naar digitaal inktwerk door Jos Vanspauwen in 2015, voorzag Fagard enkele albums van traditioneel inktwerk met penseel en nib, zoals eerder gedaan door Peter Koeken. 
Bij het Kiekeboe-avontuur: Vrouwen komen van Mars, een knipoog naar John Gray’s relatiegids ’Men Are from Mars, Women Are from Venus’ (1992), liet Merho alle scènes rond Snijboon en Zoon doelbewust door Fagard vormgeven, zodat ze grafisch niet te veel aan Merho’s eigen stijl deden denken. Fagard haalde inspiratie uit het werk van verschillende klassieke Vlaamse stripauteurs. Hij deed zijn job zo goed dat sommige lezers dachten dat ‘Snijboon en Zoon’ een authentieke ouderwetse strip was. Merho herinnerde zich dat Urbanus hem vroeg; “Waar heb je die strip gevonden?”  
Fagard is een kruising tussen een stilistische kameleon en/of een meestervervalser.

In 2016 tekende Fagard de originele façades voor de rides van Comics Station Antwerpen. Samen met Tom Metdepenningen animeerden ze de filmpjes voor de droptower.

In 2019 en 2020 tekende Fagard zelfstandig de albums In Troebel Water en Onvervalst Vals naar de scenario's van Peter Van Gucht.
Fagard werkt voornamelijk als freelancer voor verschillende Belgische uitgeverijen, waaronder Borgerhoff-Lamberigts, Clavis, Standaard Uitgeverij en Studio 100.
Hij draagt naast de Kiekeboes ook bij aan series zoals Amazonia, 'Captain Ecki', De Kronieken van Amoras, Junior Suske en Wiske, #LikeMe en verschillende hommagealbums waaronder Piet Pienter en Bert Bibber, de Kiekeboes en Suske en Wiske.

### Albums voor de Kiekeboes reeks
- K002 De duivelse driehoek (digitale inkleuring)
- K003 De dorpstiran van Boeloe Boeloe (digitale inkleuring)
- K006 Kiekeboe in Carré (potlood nieuwe cover)
- K011 Spoken in huis (digitale inkleuring)
- K014 Een zakje chips (alternatieve cover)
- K016 Meesterwerken bij de vleet (digitale inkleuring)
- K018 Bing Bong (digitale inkleuring)
- K019 Geeef acht! (digitale inkleuring)
- K022 De omgekeerde piramide (digitale inkleuring)
- K023 De snor van Kiekeboe (digitale inkleuring)
- K035 Kiekeboeket 2.0 (potlood, klassieke inkt)
- K107 Tiznoland (testpagina's naar voorbeeld Dirk Stallaert)
- K117 Drie bollen met slagroom (debuut album, potlood achtergronden, 2007)
- K119 Geld terug (achtergronden)
- K120 Joyo de eerste (debuut album figuren en achtergronden, potlood, introductie Tomboy Dizon)
- K122 Doodeenvoudig/Eenvoudig dood (potlood)
- K123 Vluchtmisdrijf (potlood)
- K125 Vrouwen komen van Mars (potlood)
- K127 De pepermunten (potlood, introductie vader van Tomboy Dizon)
- K129 Grof wild (potlood, introductie Jan, Piet, Joris, Corneel)
- K131 Omtrent Oscar (potlood)
- K133 Een dagje Dédé (potlood)
- K137 Bistro Dodo (potlood, introductie secretaresse van Firmin Van de Kasseien Nicky 'Cupcakes')
- K138 Geen rook (potlood cover)
- K139 Zonder vuur (potlood)
- K141 De dode brievenbus (potlood)
- K143 De truken van Defhoor (potlood)
- K144 Losse flodders (potlood, klassieke inkt)
- K146 Alibaberg (potlood)
- K147 Gebroken Zwart (potlood)
- K149 Zo zie je maar! (potlood)
- K150 K4 (potlood en digitale inkt figuren in oude stijl)
- K151 Dédé en partner (potlood)
- K152 Niet van gisteren (potlood)
- K155 In Troebel Water (potlood en digitale inkt naar scenario van Peter Van Gucht)
- K159 Onvervalst vals (potlood en digitale inkt naar scenario van Peter Van Gucht)

### Buiten reeks
- KS002 Buitenbeentjes (potlood, digitale vectoriële inkt, digitale vectoriële kleur)
- KS007 Zoete Zonden (potlood)
- KS008 Hoezee! (potlood, inkt, digitale kleur)
- KS009 Plankenkoorts in Amsterdam (potlood, cover)
- Kiekeboeket 2.0 (potlood, klassieke inkt)
- Leer strips tekenen met de kiekeboes (potlood, klassieke en digitale inkt, digitale kleur)[8]
- Vier door derden (digitale inkt)

### Albums andere reeksen

#### Aardappel Comics

##### Studio Patat
- 02 De Kast, O' pa (potlood, klassieke inkt, digitale inkleuring)

#### Borgerhoff & Lamberigts

##### #LikeMe
- 02 Een onvergetelijke date (digitale inkleuring)
- 03 Het schoolreglement (digitale inkleuring)
- 04 Wie speelt er vals? (digitale inkleuring)
- 05 Vrienden in gevaar (digitale inkleuring)
- 06 Er was eens (digitale inkleuring)

#### Clavis

##### Sesamstraat
- 03 Op zoek naar een haar, 2005 (digitale inkleuring)
- 09 Hiep, hiep, hiep-er-de-piep, 2007 (digitale inkleuring)

#### Standaard Uitgeverij

##### junior Suske en Wiske
- SWJ004 Een appeltje voor de dorst (digitale inkt)
- SWJ005 Het boemerang effect (digitale inkt)
- SWJ006 In het hol van de beer (digitale inkt)
- SWJ007 Rake klappen (digitale inkt)
- SWJ008 Wegwezen, Krimson! (digitale inkt)
- SWJ009 Verboden te heksen (digitale inkt)
- SWJ010 Op heterdaad betrapt (digitale inkt)
- SWJ011 Apenstreken (digitale inkt)
- SWJ012 Opgeruimd Staat Netjes (digitale inkt)
- SWJ013 Zootje Ongeregeld (clean pencil, digitale inkt)

##### De kronieken van Amoras
- AMA009 De zaak Sus Antigoon #1 (digitale inkt)
- AMA010 De zaak Sus Antigoon #2 (digitale inkt)
- AMA011 Schanulleke (digitale inkt)
- AMA012 De val (digitale inkt)

##### GameKeepers
- Gk03 De vloek van Atlantis (digitale inkt)
- Gk04 Missie Monstereiland (digitale inkt)
- Gk05 Killer Bots (digitale inkt)

##### Heden Verse Vis
- HVV01 En route! (digitale inkt)
- HVV02 Bruggenbouwers (digitale inkt)

##### Onze Oorlog
- 01 Onze Oorlog (digitale inkleuring)

##### Hommage-albums
- De geniale soepselder, Piet Pienter en Bert Bibber (digitale inkt)
- Vincent Van Grroaâargh!, Suske en Wiske (digitale inkt)

##### Andere uitgaven
- Met de voorzitter op avontuur, Marc Coucke (potlood)

#### Studio 100
- Aan Zee, Samson & Marie (digitale inkt, digitale inkleuring, vectorillustratie)

#### Ballon Comics

##### Filip & Mathilde
- 06 Redder des Vaderlands (digitale inkt)
- 07 Royal Flosh (digitale inkt)

##### Andere
- BY01 De Orde van S.N.O.T., Baba Yega, 2018 (Potlood)

#### Mediageuzen
- Op zoek naar Ronald Inho, Marc Coucke (potlood + reclamepancartes)[9]

#### Andere
- Jommekes bij de vleet (potlood, inkt, Digitale inkleuring)
- Amazonia, Captain Ecki (digitale inkt)
- Kalmthout in beelekes (potlood, digitale inkt, digitale inkleuring)

- Gemeinsame Normdatei: 1235819914
- International Standard Name Identifier: 0000 0003 9019 1746
- Library of Congress Control Number: no2021013479
- Nederlandse Thesaurus van Auteursnamen: 340267402
- Système universitaire de documentation: 193703556
- Virtual International Authority File: 283715274